# Chittagong (district)
Pour les articles homonymes, voir Chittagong (homonymie).
Le district de Chittagong (চট্টগ্রাম জেলা, Caṭṭagrām jelā, en bengali) est un district du sud-est du Bangladesh, situé dans la division de Chittagong. Le chef-lieu est la cité portuaire de Chittagong, la deuxième ville du pays.

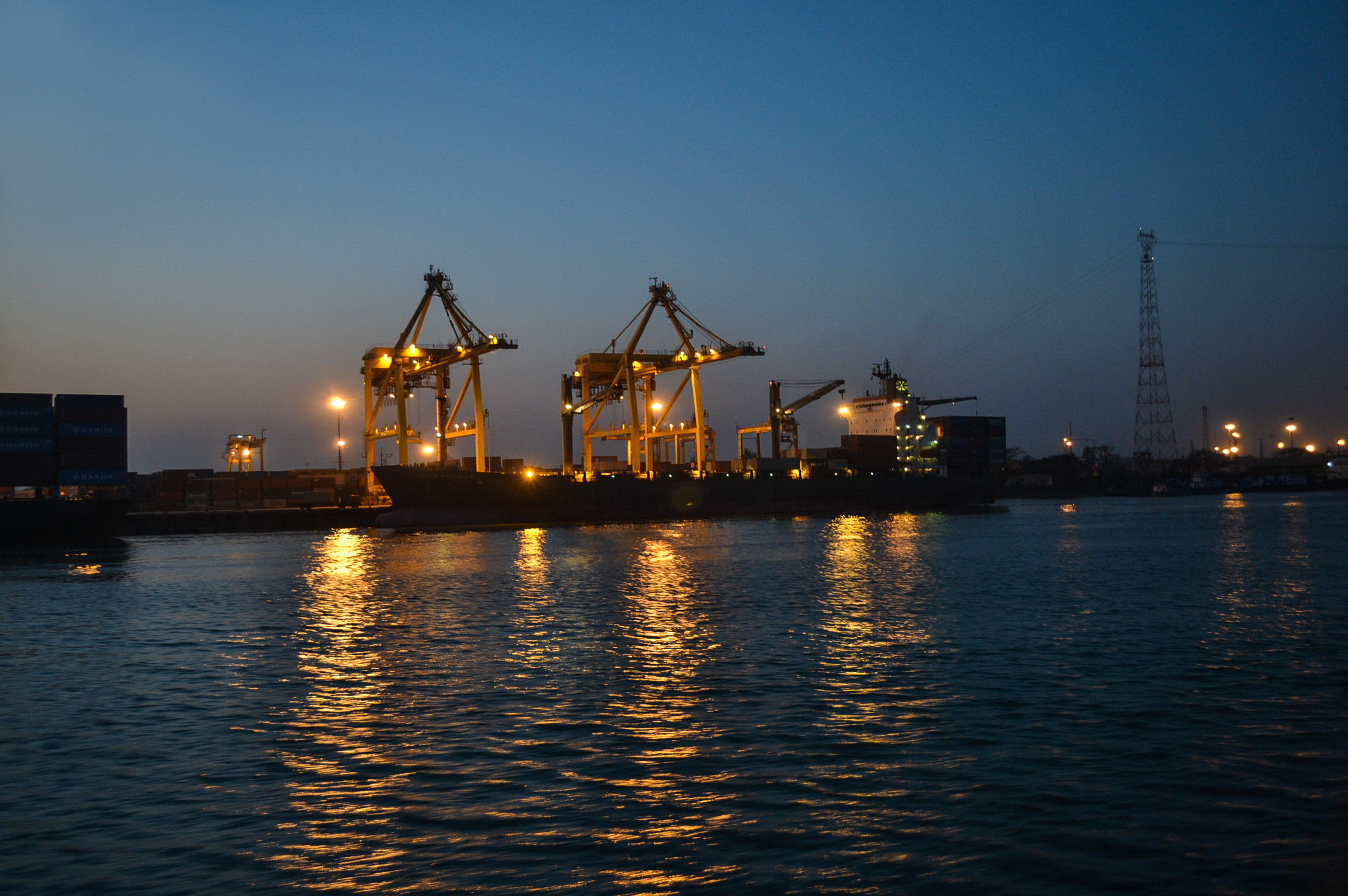
Port de Chittagong, temple Chandranath à Sitakunda

## Géographie

### Situation
Le district de Chittagong s'étend entre les latitudes 91,3° E et 92,3° E et les longitudes 21,7° N et 23° N, à la frontière de l'Inde et de la Birmanie. Il est limité, au nord, par le district de Feni et l'État indien du Tripura, au sud, par le district de Cox's Bazar, à l'est, par les districts de Bandarban, des Collines de Rangamati et de Khagrachari, à l'ouest, par le district de Noakhali et le golfe du Bengale.
L'île de Sandwip fait partie du district de Chittagong.

### Superficie

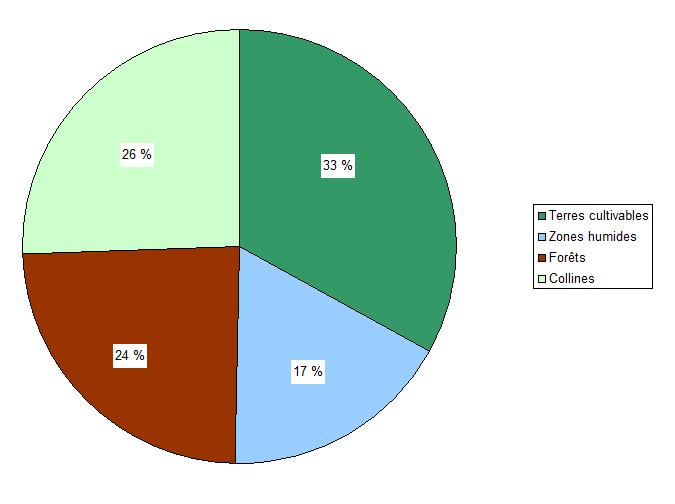
Répartition des terres.

La superficie du district est 5 282,98 km2. Pour différentes raisons, elle a légèrement changé au cours des temps. En 1881, elle était de 6 454 km2. 
| Nature             | Superficie (km²) |
| Terres cultivables | 2 237,824        |
| Zones humides      | 1 159,0125       |
| Forêts             | 1 620,8256       |
| Collines           | 1 727,5921       |

### Hydrographie
Les principaux cours d'eau sont les fleuves Feni, qui constitue la limite nord du district, Sangu et Karnaphuli, qui passe au voisinage de Chittagong, et la rivière Matamuhuri. Les tributaires du Karnaphuli sont les rivières Ichamati, Sylok, Halada et Boalkhali. Les affluents du Sangu sont les rivières Dolu, Chandkhali et Kumira.

### Climat
La température maximale annuelle moyenne est 32,5 °C et la température minimale annuelle moyenne 13,5 °C. Les précipitations annuelles moyennes s'élèvent à 2 687 mm.

## Histoire

### Une région disputée
Depuis l'Antiquité, un centre de peuplement, avec un port maritime, existe à Chittagong. Aux VIe et VIIe siècles, le district est dans la zone d'influence du royaume birman d'Arakan. Au IXe siècle, les navires marchands arabes commercent avec Chittagong. Le district alors est une partie du royaume indien de Tripura, mais il change ensuite plusieurs fois de mains. C'est un enjeu entre le royaume hindouiste de Tripura et le royaume bouddhiste d'Arakan. L'islam s'implante au XIIIe siècle, et les musulmans du sultan Fakruddin Mubarak Shah de Sonargaon conquièrent le district de Chittagong en 1340.
En 1513, Dhanya Manikya de Tripura occupe Chittagong, mais le roi musulman du Bengale reprend la région en 1514. En 1538, le vice-roi portugais de Goa envoie un émissaire au roi afghan du Bengale. L'envoyé débarque à Chittagong, avant de gagner Gaur, la capitale. Le roi du Bengale se méfie des Portugais et en fait arrêter treize. En représailles, les Portugais, quelques mois plus tard, incendient Chittagong. 
En 1538, le roi d'Arakan cesse de payer tribut au Bengale (alors tombé aux mains des Afghans de Sher Shah Suri), profitant des luttes entre le gouverneur de la dynastie des Hussain Shah du Bengale, le général Nogazil (servant Sher Shah), et le gouverneur envoyé par l'empereur moghol Humayun. Après la défaite des troupes du sultan Giasuddin Mahmud Shah devant celles de Sher Shah, Arakan s'empare de nouveau de Chittagong. Les forces de l'empereur Humayun prennent Chittagong en 1540 et occupent le Bengale oriental. Le gouverneur afghan s'enfuit au Tripura, où le roi Bijoymanik lui accorde asile et soutien. Le Tripura occupe Chittagong, avant de remettre la région au général afghan Muhammad Khan Sur, qui proclame son indépendance en 1554. 
En 1580, Amar Manikya, roi de Tripura, conquert Chittagong. En 1582, Arakan s'empare de Chittagong et expulse la garnison de Tripura. La région devient une province tributaire d'Arakan. Le roi Manrajagiri d'Arakan nomme, en 1614, son beau-frère, le fils de l'ancien roi de Pegu, comme gouverneur de Chittagong. En 1616, les forces de l'empereur moghol tentent de conquérir Chittagong, mais Arakan repousse l'attaque. Le roi Salim Shah II meurt en 1638 et son fils Meng Sani lui succède. Il est tué peu de temps après et le trône est usurpé par le bouddhiste  Narapati (vassal du roi Tathasa). Mataki Rai (Kamal Shah), le frère de Meng Sani, conserve le contrôle du territoire de Chittagong, dont il est gouverneur, et se déclare indépendant et vassal de l'Empire moghol. Narapati reconquiert la ville peu de temps après. Pendant ce temps, les attaques des pirates d'Arakan (les maghs), souvent aidés et contrôlés par des aventuriers portugais, sont permanentes, dans le sud du Bengale. Au bout d'un siècle, la région touchée par les attaques des pirates est abandonnée, en partie à cause de l'action de ces derniers et en partie à cause du changement du cours du fleuve, dans le delta.

### Domination britannique
En 1665, les soldats de l'empereur moghol, dirigés par Husain Beg et Buzurg Umed Khan, pour en finir avec les pirates, attaquent Chittagong et prennent finalement la ville le 26 janvier 1666. Les Portugais acceptent l'offre, faite par le Grand Moghol, de se mettre à son service et s'installent à Dhaka, d'où vient le nom de firinghis que les Indiens donnent aux Portugais (leurs descendants y vivent encore). La ville de Chittagong est rebaptisée Islamabad (Ville de la foi). Le district de Chittagong est créé lors de la conquête moghole.
En 1685, la Compagnie britannique des Indes orientales (British East India Company) envoie une expédition, dirigée par l'amiral Nicholson, à destination de Chittagong. Officiellement destinée à résoudre les différends avec le nabab du Bengale, elle a ordre de conquérir Chittagong. Cependant, à cause de Hugli, l'amiral ne peut s'emparer de la ville et celle-ci reste la possession du Bengale jusqu'en 1760, quand Mir Ali Khan Kasima cède aux Anglais la ville, son district et ceux de Midnapur et Bardwan. Le district britannique a alors pour capitale Chittagong, et est constitué de deux subdivisions : Chittagong et Cox's Bazar. En 1763, le chef du conseil du district est Henry Verelest. 
Les maghs, réfugiés à Arakan depuis 1756, quittent ce dernier royaume en 1774, pour revenir dans le district. Conduits par Bohmong Konglafru, ils s'établissent successivement à Ramu, à Edgbarn et sur la rivière Matamuri, avant de se fixer définitivement à Maxikhal, sur la rivière Sangu, en 1810. En novembre 1777, le chef du conseil du district de Chittagong envoie le 22e bataillon de cipayes, sous les ordres du capitaine Ellesker, dans la région des collines, afin d'en protéger les habitants contre les rebelles kukis. En 1784, Irwin est le chef du conseil de district. 
Par la suite, un consul anglais est nommé, pour exercer le gouvernement, à Chittagong. Il établit les districts actuels. La grande émigration des maghs cause, en partie, la guerre anglo-birmane (1824-1826), lorsque le vice-roi d'Arakan envoie une force pour obliger les migrants et les réfugiés à rentrer chez eux. Plusieurs incidents frontaliers culminent avec l'occupation birmane de l'île de Shahpuri, à l'embouchure de la rivière Naf, une possession britannique indiscutable. Une force birmane de huit mille hommes encercle un détachement britannique de 200 cipayes à Ramu, à la frontière. Le commandant birman est cependant incapable de continuer, en raison des pluies, qui rendent les routes impraticables, et, lorsqu'il peut, finalement, se remettre en route, il est rappelé par le gouvernement birman, qui a perdu la guerre.
En 1847, le consul de Chittagong est Henry Riccketts. Le 18 novembre 1857, quelques compagnies de cipayes se révoltent, tuent un officier, s'emparent du trésor, libèrent les prisonniers et s'enfuient dans l'État de Tripura. Les insurgés sont poursuivis par les Britanniques. Les forces du rajah arrêtent les fugitifs et les livrent aux Britanniques. D'autres cipayes révoltés, qui s'étaient enfuis dans la région des collines, sont livrés aux autorités britanniques par la rani de Kalindi. Le 1er août 1860, le district des Chittagong Hill Tracts, à l'est, est séparé du district de Chittagong par l'acte XXII. 
Le 18 avril 1930, des révolutionnaires, sous la conduite de Mastarda Surya Sen, pillent l'armurerie de Chittagong. Jusqu'à la partition de l'Inde, en 1947, les Anglais utilisent le port de Chittagong pour l'exportation de denrées. L'indépendance du Bangladesh est proclamée à Kalurghat. Le district de Chittagong conserve de nombreuses fosses communes remontant à la guerre d'indépendance : le lac de Foy, Lalkhan Bazar, les collines voisines de la colonie Firoz Shah, la plage de Kattoli, la zone des collines à l'est de la colonie Sher Shah, l'aéroport de Patenga et les collines voisines de la zone résidentielle de Nasirabad. Le district de Cox's Bazar est, à son tour, séparé de celui de Chittagong, en 1984.

## Démographie
La ville principale, Chittagong, possède plus de trois millions d'habitants. En 1991, la population compte 52,16 % d'hommes et 47,84 % de femmes.
| 1872      | 1881      | 1891      | 1901      | 1991      | 2001      | 2010      | 2011      |
| --------- | --------- | --------- | --------- | --------- | --------- | --------- | --------- |
| 1 127 402 | 1 132 341 | 1 290 167 | 1 353 250 | 6 545 078 | 6 612 140 | 8 000 877 | 7 509 000 |

## Administration
L'administrateur du district de Chittagong est M. A. Salam, avec Faiz Ahmed comme sous-commissaire.
Le district de Chittagong est situé dans le fuseau horaire Heure standard du Bangladesh (UTC+6). À l'heure d'été, il est dans le fuseau horaire Daylight saving time in Bangladesh (UTC+7).
Il est divisé en quatorze upazilas, auxquels s'ajoutent douze thanas, pour la zone métropolitaine de Chittagong.

### Upazilas
- Anwara
- Banshkhali
- Boalkhali
- Chandanaish
- Fatikchhari
- Hathazari
- Lohagara
- Mirsharai
- Patiya
- Rangunia
- Raozan
- Sandwip
- Satkania
- Sitakunda

### Thanas
- Baizid
- Bakoliya
- Bandar (zone portuaire)
- Bhujpur
- Chandgaon
- Chittagong Kotoyali
- Double Mooring
- Halisahara
- Karnafuly
- Paharatali
- Pamcalaisa
- Patenga

### Politique
Le district est représenté au Parlement par seize sièges.

## Économie

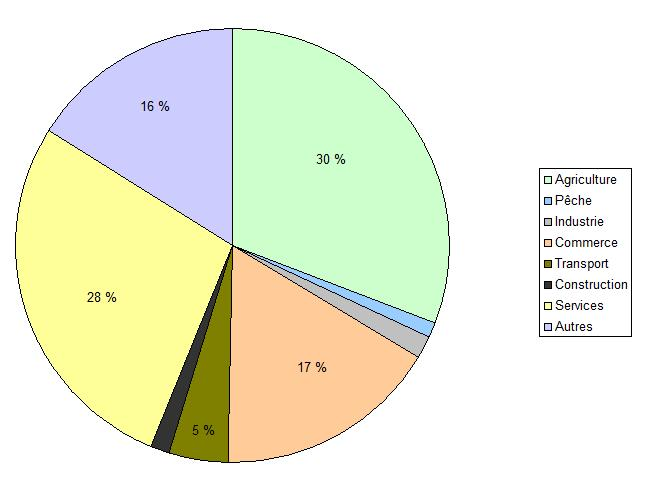
Secteurs d'emploi.

Le port de Chittagong, sur l'estuaire du Karnaphuli, est la principale place de commerce du pays, pour le thé, le cuir, le poisson séché et le textile (confection prêt-à-porter). On y pratique aussi le démantèlement des pétroliers en fin de carrière.
| Secteur d'activité | Proportion de la population (%) |
| Agriculture        | 30,84                           |
| Pêche              | 1,16                            |
| Industrie          | 1,72                            |
| Commerce           | 16,58                           |
| Transport          | 4,52                            |
| Construction       | 1,43                            |
| Services           | 27,63                           |
| Autres             | 16,12                           |

Les principales industries sont la raffinerie Eastern, les ateliers ferroviaires de Pahartali, la minoterie Fouzi, la compagnie pétrolière Jamuna, Glaxo Welcome, Lever Brothers et KDS Garments.

### Agriculture

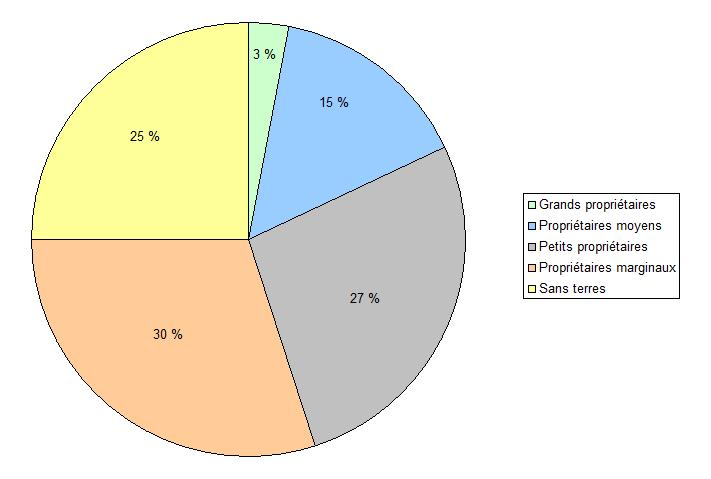
Propriété des terres agricoles.

Les terres cultivables occupent 2 237,824 km2, soit 42,3591 % de la superficie du district. Les terres irriguées couvrent 764,9 km2 (34,18 % des terres cultivables). On pratique une seule récolte sur 29 % des terres, deux récoltes sur 54 % et trois récoltes sur 17 %.
Les principales cultures sont le paddy, la feuille de bétel, la pomme de terre, le maïs, le curcuma, le thé, l'arachide, la moutarde, la patole, l'aubergine, le gingembre, le concombre et les légumes. Les variétés locales de riz ne sont pratiquement plus cultivées. Les principaux fruits produits sont la mangue, les fruits du jacquier, la goyave, la noix de coco, la noix de bétel, la noix de palme, le litchi, la banane, la papaye, le melon d'eau et le citron.
Le district compte 1 637 élevages laitiers et 3 257 élevages de volailles.
25 % des agriculteurs sont sans terres, 27 % sont des petits propriétaires, 15 % des propriétaires moyens et 3 % de riches propriétaires. 30 % ne possèdent que des propriétés marginales. La surface cultivable est de 218 m2 par habitant.
Le prix moyen de la terre s'établit à 1,60 €.m−2 (170 Tk.m−2).

### Pêche
Le district compte sept installations d'aquaculture. Le séchage du poisson est une activité pratiquée dans les zones côtières d'Anwara, Patiya, Cornel Hut et Banshkhali. 

## Transports
Le district de Chittagong est desservi par l'aéroport international Shah Amanat. Il est parcouru par deux voies ferrées, orientées du nord au sud : celle de Fatikchhari à Satkania, passant par Chittagong, et celle de Chittagong à Laksam.
| Type                            | Longueur (km) |
| Routes asphaltées               | 985,32        |
| Routes partiellement asphaltées | 912,87        |
| Pistes                          | 6 534         |
| Voies ferrées                   | 146           |
| Voies navigables                | 120           |

Les moyens de transport traditionnels (palanquin, charette à cheval et char à bœufs) ont pratiquement disparu.

## Éducation
Le taux d'alphabétisation, dans le district de Chittagong, est de 43,2 % (43,1 % pour l'ensemble du Bangladesh), lors du recensement de 2001. Il est de 50,3 % chez les hommes et de 35 % chez les femmes.
Le district de Chittagong compte :
- trois universités
- deux facultés de médecine
- l'institut de technologie du Bangladesh
- une faculté d'éducation physique
- une faculté de formation des enseignants
- un institut d'administration publique régionale
- un institut polytechnique
- deux facultés d'homéopathie
- un institut d'infirmières
- un institut de recherche forestière
- une faculté vétérinaire
- une faculté d'économie domestique
- l'académie militaire du Bangladesh
- un institut professionnel
- deux facultés de droit
- une faculté d'art
- une académie maritime
- une académie de la pêche en mer
- une faculté des cadets
- 103 autres établissements d'enseignement supérieur
- 574 lycées
- 2 240 collèges

L'enseignement religieux musulman est dispensé dans 217 madrassas. Parmi les établissements les plus prestigieux, on peut citer l'université de Chittagong (créée en 1961), l'école gouvernementale de filles Dr. Khastagir, le lycée gouvernemental de Nasirabad, la faculté de la ville de Chittagong, la faculté de Chittagong, la faculté de commerce de Chittagong, la faculté Mohsin, l'école universitaire de Chittagong, le lycée d'Amirabad nord (créé en 1932), le lycée idéal de Patiya (1845), le lycée Abdus Sobhan Rahat Ali (1914), et bien d'autres.

## Santé
Le district de Chittagong possède :
- un hôpital universitaire
- un hôpital général
- quinze complexes médicaux d'upazila
- 112 centres de planning familial
- un centre des maladies infectieuses
- un hôpital pour diabétiques
- quatre hôpitaux gynécologiques et pédiatriques
- un hôpital de police
- un hôpital pénitentiaire
- l'hôpital portuaire de Bandar
- un sanatorium

La pratique de la médecine traditionnelle, par les plantes, est sur le déclin.

## Environnement
Les industries de démantèlement de navires sont à l'origine de pollution des sols et de l'environnement marin sur une bande côtière allant de Foujderhat à Kumira. On relève des décharges de déchets et de fragments métalliques. Les activités humaines accentuent l'érosion des côtes et accroissent la turbidité des eaux.
La concentration d'ammoniac NH3 augmente dans les sols des plages et l'eau de mer, avec une élévation concomitante du pH et une toxicité accrue pour les organismes marins. De même, des concentrations élevées de dioxygène O2 et une forte demande biologique en oxygène sont relevées dans les eaux de mer. On note la présence de matériaux flottants (boules de graisses et films d'hydrocarbures).

## Culture
Le district de Chittagong compte cinq journaux, quatre quotidiens, le Daily Azadi, le Daily Purbokon, le Daily Life et le Daily Karnafuli, et un hebdomadaire, le Weekly Chattala.

## Religions

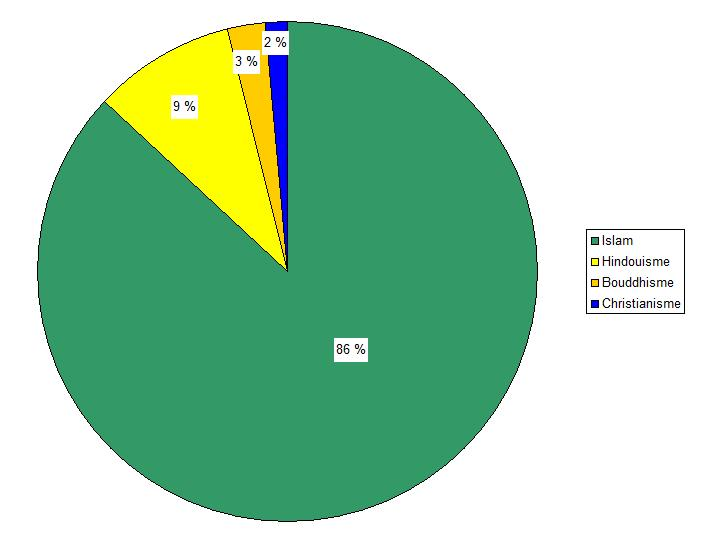
Religions.

La principale religion, dans le district de Chittagong, est l'islam. Le district compte 13 148 mosquées musulmanes, 1 025 temples hindouistes, 535 temples bouddhistes et 192 églises chrétiennes. 
| Religion      | Proportion de la population (%) |
| Islam         | 83,92                           |
| Hindouisme    | 13,76                           |
| Bouddhisme    | 2,01                            |
| Christianisme | 0,11                            |

## Sites et monuments
- Pahara - Sitakunda
- Barabakunda
- Patenga
- Lac de Phaysa
- Colline de Ceragi
- Laladighi
- Kalurghat
- Parkira
- Patiya (sites bouddhistes)
- Statues de bronze des VIIIe et IXe siècles, dans l'upazila d'Anwara[11]
- Mosquées Fakira (Hathazari), Musa Khan (1658), Kura Katni (1806), Kala (XVIe siècle), Chhuti Khan (Mirsharai), Bakshi Hamid (Banshkhali, 1568), Kadam Mobarak (1719) et Andar Killah (Wali Khan, 1790)
- Tombe Badar Awlia Dargah, à Chittagong
- Chittagong Court Building (1893),
- Collegiate School, musée ethnologique (1974)
- Iles de Cox's Bazar et Saint Martin
- Ile de Sandwip